# Aleja 1 Maja w Łodzi
Aleja 1 Maja (d. Pasaż Szulca) – ulica na Polesiu w Łodzi w obszarze SIM Stare Polesie, o długości około 1,8 km, łącząca ul. Wólczańską z al. Włókniarzy. Początkowy odcinek alei – między ul. Wólczańską a ul. Gdańską – należy do turystyczno-historycznej strefy miasta.
Na większej części swojej długości (od ul. Wólczańskiej do ul. Zielonej) aleja jest od 30 lipca 1974 roku jednokierunkowa, a ruch odbywa się z zachodu na wschód, w kierunku centrum. Odcinek od ul. Zielonej do al. Włókniarzy jest dwukierunkowy. Aleja ma status drogi powiatowej (nr 1182E) klasy D.
Początkowa część alei (numery 1–39 nieparzyste i 2–36 parzyste) należy do rzymskokatolickiej parafii Świętego Józefa Oblubieńca Najświętszej Maryi Panny, zaś pozostała (od 1 października 1989 roku) – do rzymskokatolickiej parafii św. Mateusza Ewangelisty.

## Historia

### Historia
Początkowo ulica była drogą polną między miejskimi gruntami ornymi. Jej przebieg wyznaczono w większości w latach 60.–70. XIX wieku, kiedy wytyczano nową część miasta – tzw. dzielnicę Wiązową. Brała wówczas początek od ówczesnej ulicy Długiej (ob. ul. Gdańska) i prowadziła w kierunku zbliżonym do południowo-zachodniego do granicy miasta w pobliżu dzisiejszej al. Włókniarzy. Dopiero w czerwcu 1891 roku przedłużono ją do wytyczonego rok wcześniej odcinka ulicy Wólczańskiej i odtąd bierze ona tam swój początek, mierząc około 1,8 km długości. Prawdopodobnie około 1893 roku nazwano ją Pasażem (Aleją) Szulca, od nazwiska właścicieli działek przy tej ulicy – Pawła i Ottona Szulców (Schulzów)  . Na mapie Władysława Starzyńskiego sporządzonej w latach 1894–1896 jest już widoczna jako Pasaż Szulca (Пассажъ Шульца).
Ogród spadkobierców Ottona Juliusza Schulza, obejmujący pierwotnie teren dzisiejszych posesji pod numerami 2–6, przeszedł w lipcu 1891 roku na własność braci Hermana i Ryszarda Gehligów, właścicieli browaru parowego „Bracia Gehlig” przy ul. Ogrodowej 7/13.
We wrześniu 1895 roku w pasażu zostało założone uliczne oświetlenie elektryczne. Wtedy też rozpoczęła się sprzedaż pustych placów przy pasażu z przeznaczeniem pod budowę fabryk i kamienic.
Aleja została wybrukowana prawdopodobnie w 1905 roku – wówczas władze miasta przeznaczyły na ten cel 14 000 rubli . W niewielkiej monografii-przewodniku po Łodzi z 1909 roku pasaż został już wymieniony wśród ulic pryncypalnych, choć autor mylnie twierdził, że biegła nim trasa tramwajowa.
Podczas niemieckiej okupacji miasta w latach 1915–1918 nosiła nazwę Schulz Zeile. W 1919 roku nazwę zmieniono na aleję 1 Maja . W okresie międzywojennym w kamienicy pod numerem 20 mieścił się żydowski Łódzki Dom Sierot, którego prezesem zarządu był najprawdopodobniej Chaim Rumkowski. W alei miało też swe siedziby kilka szkół: pod numerem 11 – prywatna, koedukacyjna i freblowska szkoła Idy Janowskiej, pod numerem 12 – cheder Nusena Sendowskiego, pod numerem 20 – prywatna szkoła żydowska „Orchot-No-am II”, pod numerem 25 – polska, żeńska Miejska Szkoła Elementarna nr 23, kierowana przez Marię Kędzierską, pod numerem 37 – prywatna szkoła żydowska „Jesodej Hatora” nr 4, pod numerem 50 – polska, koedukacyjna Miejska Szkoła Elementarna nr 2, kierowana przez Ludwika Gidyńskiego, pod numerem 52 – elementarna, męska Szkoła Polska nr 6 dla dzieci świętujących sabat, kierowana przez Szymzę Sznappera, pod numerem 87 – publiczna Szkoła Powszechna nr 11 i publiczna Szkoła Powszechna nr 15. W kamienicy pod numerem 22 funkcjonowała przychodnia Towarzystwa „Kropla Mleka”, założonego w 1904 roku jako pierwsza w Polsce sekcja oddziału Warszawskiego Towarzystwa Higienicznego.
Danuta Mniewska-Dejmek, która w dzieciństwie (w latach 1927–1939) mieszkała z rodzicami i siostrą przy al. 1 Maja 71 w kamienicy w sąsiedztwie koszar 28 Pułku Strzelców Kaniowskich (należącej do Żyda Moszka Zdanowskiego), w wywiadzie udzielonym w marcu i kwietniu 2006 roku wspominała aleję jako bardzo piękną ulicę – z rzędami wspaniałych kasztanowców. Zapamiętała także to, że w pobliżu mieszkało wielu oficerów. I wielu Niemców. Do 1937 roku aleja została skanalizowana na całej długości . Podczas II wojny światowej aleja nosiła nazwę Scharnhorststraße , ku czci pruskiego generała Gerharda von Scharnhorsta.
Po zakończeniu wojny powrócono do przedwojennej nazwy, wygodnej dla władz komunistycznych, choć w istocie wprowadziły ją przedwojenne władze miasta związane z PPS, upamiętniając obchodzone 1 maja międzynarodowe święto klasy robotniczej  .
17 grudnia 1967 roku aleją 1 Maja przejechały pierwsze autobusy komunikacji miejskiej nowo uruchomionej linii „74”, która połączyła wówczas pl. Norberta Barlickiego z Teofilowem. W późniejszych latach aleją skierowano kolejne linie – łącznie w latach 1967–2017 aleją 1 Maja przebiegały trasy 16 linii autobusowych, w tym 15 obsługiwanych przez MPK – Łódź (zobacz »).
W zakresie bezpieczeństwa ruchu drogowego w latach 2011–13 aleja znalazła się na 86. miejscu wśród 362 łódzkich ulic, na których doszło do wypadków (hierarchia malejąca – od ulic z największą liczbą zdarzeń). W tym okresie wydarzyło się na niej 14 wypadków, w których 18 osób zostało rannych, w tym 6 ciężko.
W ramach łódzkiego budżetu obywatelskiego na rok 2015 do zadań ogólnomiejskich został zgłoszony projekt pod nazwą „Przywróćmy świetność Pasażu Szulca – przebudowa alei 1 Maja na odcinku pomiędzy ulicami Wólczańską i Gdańską”, którego założenia wzbudziły wśród mieszkańców skrajne emocje – od zachwytu do stanowczego sprzeciwu. Projekt zdobył 2138 głosów, co nie okazało się wystarczające, by został zakwalifikowany do realizacji. W 2016 roku, w ramach programu „Zielone Polesie”, władze miasta zaplanowały przekształcenie części alei (odcinka między ulicami Wólczańską a Stefana Żeromskiego) w ulicę-ogród. 10 sierpnia 2017 roku rozpoczęto prace nad przebudową początkowego odcinka alei (między ulicami Wólczańską a Gdańską), które ukończono w ostatniej dekadzie maja 2018 roku. Z końcem kwietnia 2020 roku zakończono przebudowę odcinka między ulicami Gdańską a Stefana Żeromskiego.

### Sławni mieszkańcy
- Julian Tuwim – pasaż Szulca 5 m. 13, w latach 1896–1902 lub 1903[31][32][33],
- Irena Tuwim – pasaż Szulca 5 m. 13, od 22 sierpnia 1898 lub 1899 do 1902 lub 1903[31][32][33],
- Danuta Mniewska-Dejmek, pierwotnie Gusta (vel Guta) Mniewska – al. 1 Maja 71 m. 71, w latach 1927–1939[20][34],
- Franciszek Józef Szwankowski – al. 1 Maja 87, od lat 20. (wzniesienie kamienicy) do śmierci 23 lutego 1936 roku[35][36].

### Kalendarium zmian nazwy ulicy

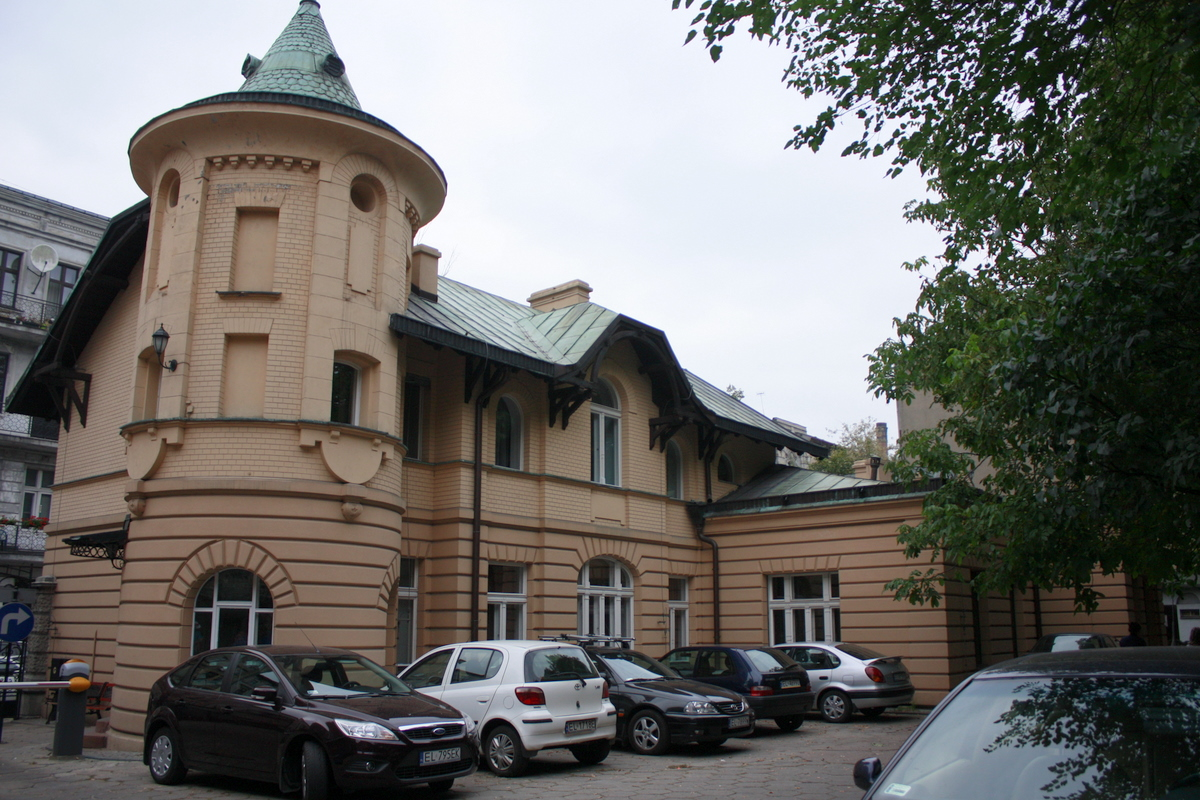
Al. 1 Maja 6 – część dawnej rezydencji Karola Poznańskiego (wrzesień 2011)

| okres obowiązywania | nazwa                                     |
| ------------------- | ----------------------------------------- |
| ok. 1893–1915       | Pasaż (vel Aleja) Szulca / Пассажъ Шульца |
| 1915–1918           | Schulz Zeile                              |
| 1918–1919           | Pasaż Szulca                              |
| 1919–1940           | aleja 1 Maja (Aleja 1-Go Maja)            |
| 1940–1945           | Scharnhorststraße                         |
| od 1945             | aleja 1 Maja                              |

## Aleja 1 Maja w filmie

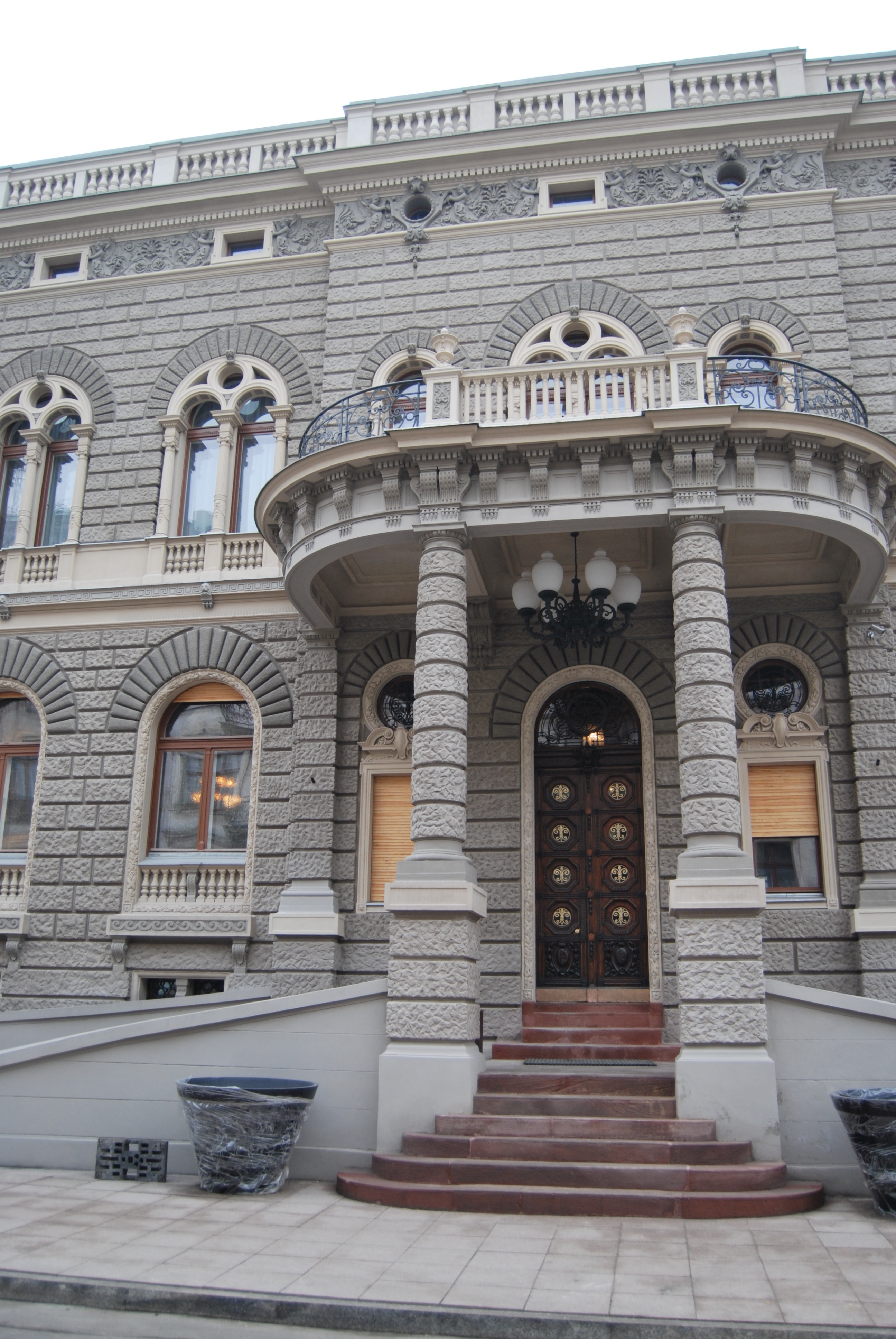
Wejście do pałacu Karola Poznańskiego (ul. Gdańska 32) od strony al. 1 Maja (luty 2015)

Aleja 1 Maja kilkukrotnie stanowiła plener filmowy. Zrealizowano tu:
- niektóre sceny uliczne filmu Awantura o Basię w reż. Marii Kaniewskiej (1959) przed podjazdem do dawnego pałacu Karola Poznańskiego – w filmie mieściła się w nim kawiarnia, do której często zachodził Stanisław Olszowski[37],
- końcowe sceny odc. 3 serialu telewizyjnego Niewiarygodne przygody Marka Piegusa (Przygoda trzecia, czyli nieprawdopodobne spiętrzenie wypadków, wokół akcji „Flaszka”, czyli pierwsze spotkanie ze złodziejem tornistrów) w reż. Mieczysława Waśkowskiego (1967) – w okolicach skrzyżowania al. 1 Maja z ul. Lipową znajdowała się jedna z kryjówek gangu Alberta Flasza i Szkoła Tańców Towarzyskich[38],
- scenę przy podjeździe do pałacu Hermana Buchholza (w rzeczywistości do dawnego pałacu Karola Poznańskiego – obecnej siedziby Akademii Muzycznej) w filmie (i serialu) Ziemia obiecana w reż. Andrzeja Wajdy (1974, 1975) – Karol Borowiecki (Daniel Olbrychski) doprowadza tam do przytomności pijanego Moryca Welta (Wojciech Pszoniak) i przekazuje mu wiadomość o planowanej podwyżce ceł na bawełnę[39],
- sceny przed wejściem do hotelu „Europa” (w rzeczywistości przed głównym wejściem do dawnego pałacu Karola Poznańskiego – obecnej siedziby Akademii Muzycznej) w serialu telewizyjnym Kariera Nikodema Dyzmy w reż. Jana Rybkowskiego i Marka Nowickiego (1980)[40],
- sceny przed szpitalem, w którym pracuje dr Andrzej Hoffman (w rzeczywistości przed dawnym pałacem Karola Poznańskiego) w filmie Tam i z powrotem w reż. Wojciecha Wójcika (2001)[37],
- sceny przed Akademią Muzyczną w odc. 4 (W potrzasku) i 8 (Pierwsza nagroda) serialu Komisarz Alex w reż. Roberta Wichrowskiego (2012)[37],
- scenę wepchnięcia auta, którym porusza się podczas pościgu komisarz policji (Jan Frycz), pod przejeżdżający betonowóz w komedii kryminalnej Weekend (2010) – pełnometrażowym debiucie reżyserskim Cezarego Pazury – w czerwcu 2010 roku, na skrzyżowaniu al. 1 Maja z ul. Wólczańską[41],
- niektóre sceny uliczne filmu Music, War & Love w reż. Marthy Coolidge (2017) – w październiku 2015 roku, na odcinku między ulicami Wólczańską a Gdańską i na skrzyżowaniu z ul. Gdańską[42].

## Obiekty

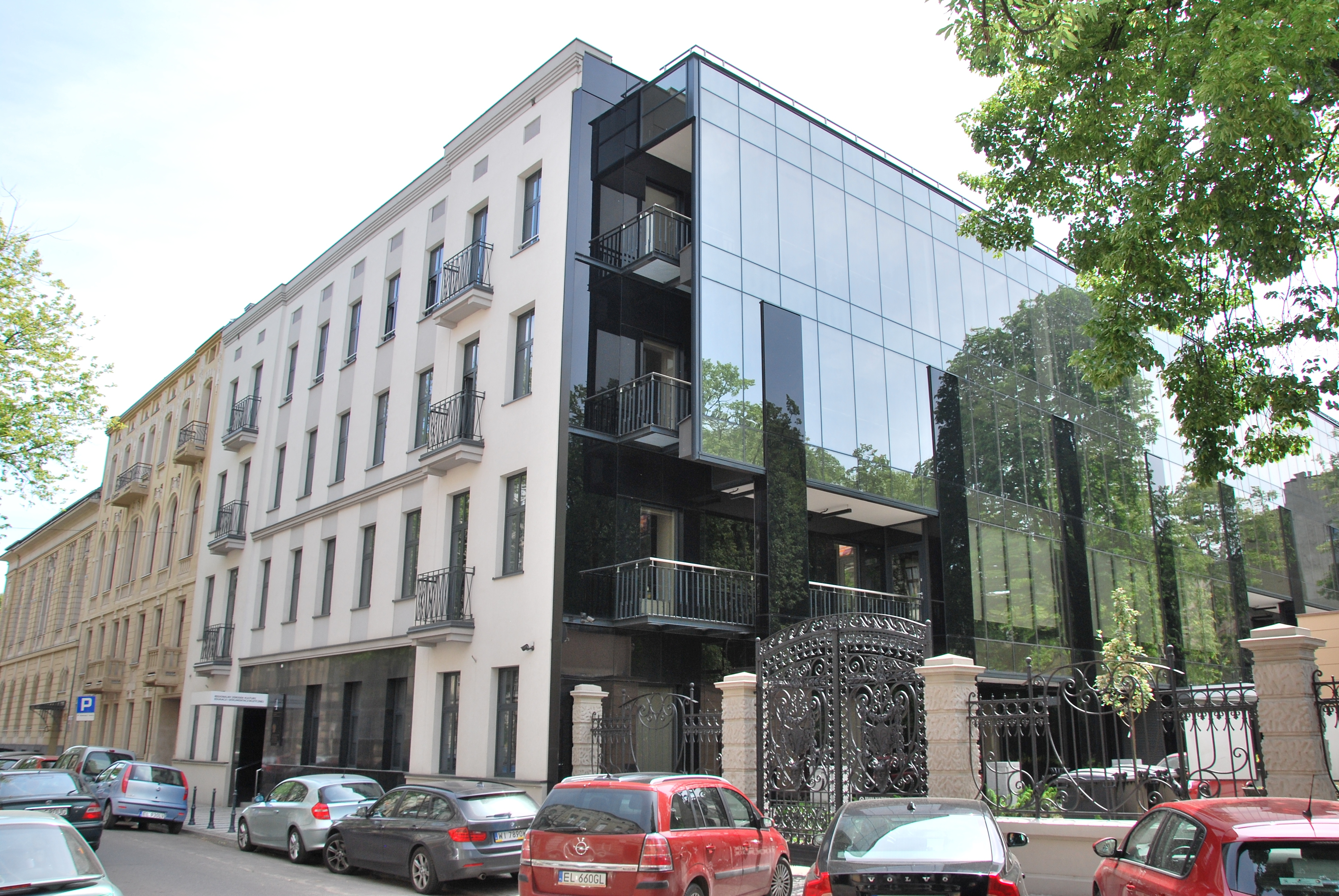
Gmach Regionalnego Ośrodka Kultury, Edukacji i Dokumentacji Muzycznej Akademii Muzycznej (maj 2015)

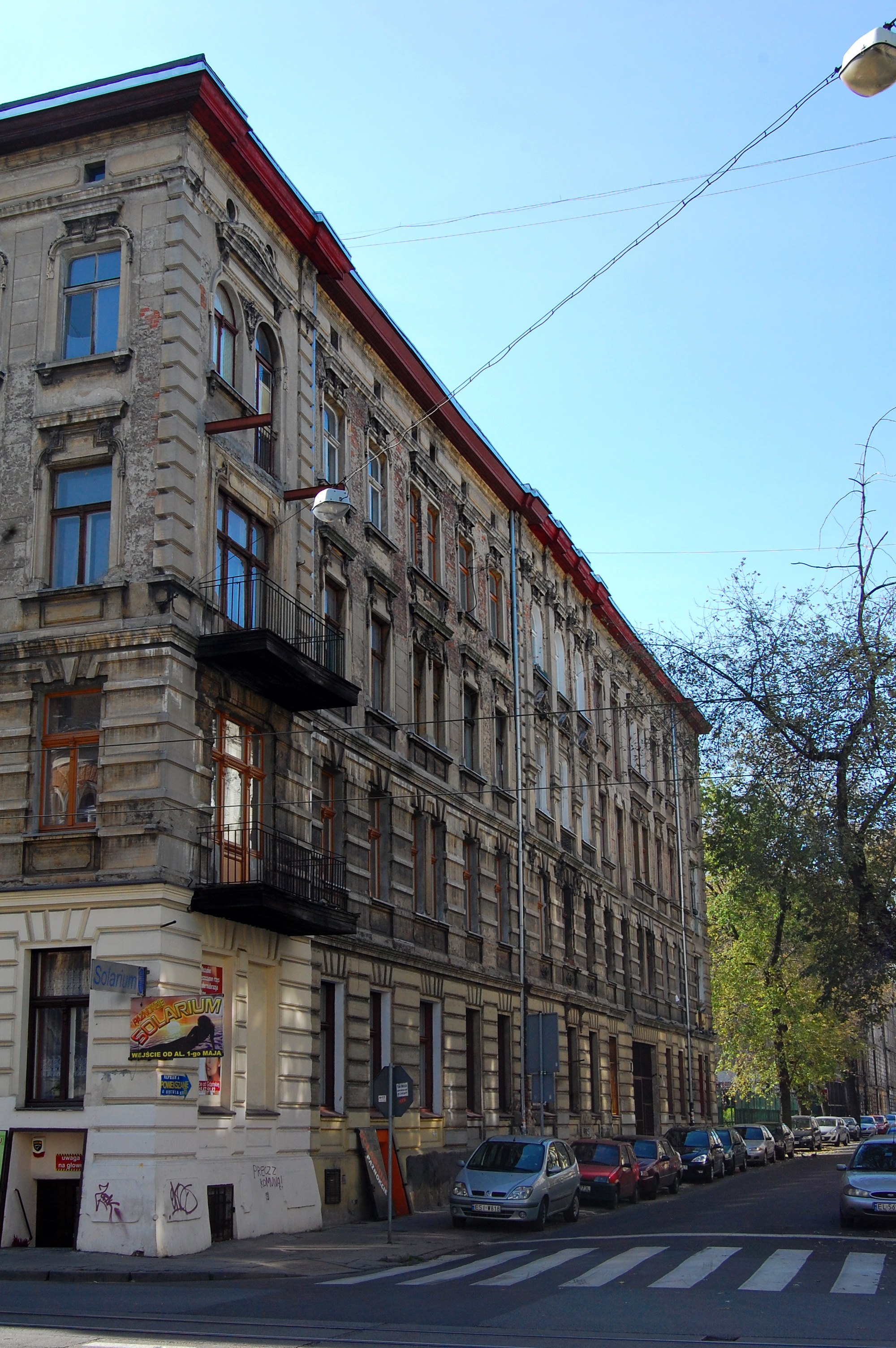
Aleja z widokiem na kamienicę Antona i Ewy Rybaków (wrzesień 2011)

- nr 2 (oraz ul. Wólczańska 5) – dawny dom redutowo-weselny, od marca 1915 roku do wybuchu II wojny światowej siedziba Żydowskiego Domu Ludowego „Bet-Am”[43], od 1955 roku siedziba Teatru Lalek „Arlekin”,
- nr 4 – Regionalny Ośrodek Kultury, Edukacji i Dokumentacji Muzycznej Akademii Muzycznej (w gmachu powstałym w latach 2013–2014 w wyniku gruntownej przebudowy i rozbudowy dawnej kamienicy czynszowej, oddanym do użytku 25 września 2014 roku)[44],
- nr 5 – kamienica Samuela Filona Cohna – drugi dom Juliana Tuwima w latach 1896–1902 lub 1903 i miejsce narodzin jego siostry Ireny (22 sierpnia 1898 lub 1899 roku)[31][45] ; rodzina Tuwimów zajmowała trzypokojowe mieszkanie nr 13 na III piętrze w prawej oficynie[32][33]; sam Tuwim wspomniał o Pasażu Szulca w 1934 roku na łamach tygodnika „Wiadomości Literackie”[46],
- nr 6 – część dawnej rezydencji Karola Poznańskiego,
- róg ul. Gdańskiej – główne wejście do neorenesansowego pałacu Karola Poznańskiego z lat 1904–1908 (przy ul. Gdańskiej 32); w okresie powojennym siedziba Akademii Muzycznej,
- nr 8 (oraz ul. Gdańska 33) – eklektyczna kamienica Antona i Ewy Rybaków z lat 1894–1902, wzniesiona według projektu Piotra Brukalskiego[47], wpisana do rejestru zabytków[48];
- nr 24/26 – Dom Dziennego Pobytu Miejskiego Ośrodka Pomocy Społecznej,
- nr 31/33 (oraz ul. Lipowa 2) – dawna tkalnia wyrobów wełnianych Majera Maxa Schrötera z 1930 roku,
- nr 55–59 – centrum biurowe Business House (w budowie, planowane ukończenie: IV kwartał 2016 roku)[49],
- róg ul. gen. Lucjana Żeligowskiego – dawne koszary im. J. Piłsudskiego 28 Pułku Strzelców Kaniowskich, obecnie Muzeum Uniwersytetu Medycznego i Zakład Historii Nauk i Medycyny Wojskowej UM,
- nr 87 – Centrum Biurowe 1 Maja 87[50], dawna Mechaniczna Fabryka Mebli F.J.Szwankowski[51]
- nr 89 – gmach Zespołu Szkół Ekonomiczno-Turystyczno-Hotelarskich im. Władysława Grabskiego[e] (od 1 września 2019 roku), wcześniej Publicznego Gimnazjum nr 26 im. Mikołaja Reja (1999–2019) i Szkoły Podstawowej nr 159 im. mjr. Henryka Sucharskiego (przed 1 września 1999 roku)[52],
- nr 92/98 – dawne koszary wojskowe, obecnie Wojskowe Centrum Kształcenia Medycznego,
- nr 119/121 – zabudowania poprzemysłowe d. Zakładów Przemysłu Wełnianego im. Wiosny Ludów, z widocznymi od strony ul. Zielonej pozostałościami najdłuższego, liczącego ponad 270 m, łódzkiego muralu (autorem projektu i wykonawcą był Zbigniew Łopata), który pierwotnie pokrywał wschodnią, północną i zachodnią ścianę głównej hali fabrycznej[53].

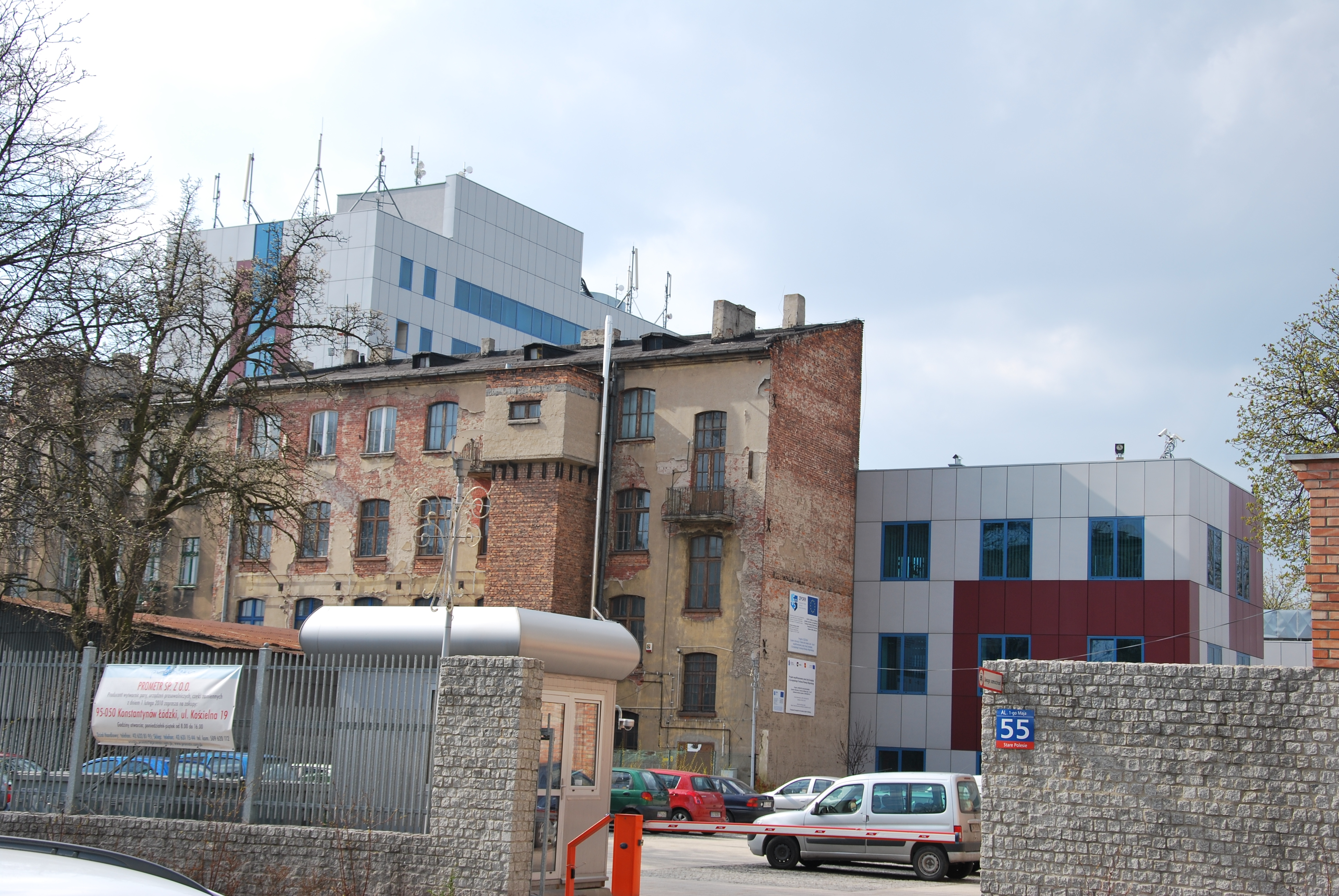
Centrum biurowe Business House przed rozbudową od strony al. 1 Maja (kwiecień 2011)

Według stanu na grudzień 2024 roku do gminnej ewidencji zabytków miasta Łodzi było wpisanych 21 kamienic przy al. 1 Maja (pod numerami: 1–11, 8, 15, 16–22, 19–25, 35–39, 43 i 77), m.in.:
- kamienica Chai Kępińskiej pod numerem 1 (dwa budynki frontowe),
- kamienica Samuela Filona Cohna pod numerem 5 (budynek frontowy z oficynami bocznymi),
- kamienica rodziny Lauferów pod numerem 7 (budynek frontowy z oficynami bocznymi),
- kamienica Antona i Ewy Rybaków pod numerem 8 (oraz ul. Gdańska 33) – w rejestrze zabytków (nr A/29),
- kamienica Józefy Piotrkowskiej pod numerem 9 (budynek frontowy z oficynami bocznymi).

Ponadto w ewidencji znajdują się budynek mieszkalny pod numerem 28 oraz dawna tkalnia wyrobów wełnianych Majera Maxa Schrötera pod numerem 31/33 (oraz ul. Lipowa 2).

## Oznakowanie
Od 2006 roku aleja jest oznakowana w ramach łódzkiego SIM tablicami w dwóch wariantach:
- na odcinku leżącym w strefie turystyczno-historycznej (od skrzyżowania z ul. Wólczańską do skrzyżowania z ul. Gdańską – nr 1–11 i 2–6)

| aleja         |
| 1 Maja        |
| Stare Polesie |

- na odcinku leżącym poza strefą turystyczno-historyczną (od skrzyżowania z ul. Wólczańską do skrzyżowania z al. Włókniarzy – nr 15–123 i 8–114)

| aleja         |
| 1 Maja        |
| Stare Polesie |

## Numeracja i kody pocztowe
- Numery parzyste: 2–114; w źródle niemieckim z okresu II wojny światowej, jako Scharnhorststraße: 2–124[55]
- Numery nieparzyste: 1–123; w źródle niemieckim z okresu II wojny światowej, jako Scharnhorststraße: 1–127[55]
- Kody pocztowe: 90-717 (1–17 nieparzyste); 90-718 (2–28 parzyste); 90-739 (19–39 nieparzyste); 90-740 (41–63 nieparzyste); 90-741 (30–44 parzyste); 90-755 (65–95 nieparzyste); 90-756 (46–88 parzyste); 90-766 (90–d.k. parzyste, 97–d.k. nieparzyste)[56]

## Komunikacja miejska

### Stan obecny
Aleją kursują autobusy komunikacji miejskiej MPK – Łódź na odcinku od ul. Zielonej do ul. Stefana Żeromskiego (trasy stałe według stanu na sierpień 2025, nie uwzględniono ewentualnych tymczasowych zmian trasy i linii zastępczych):
- linii dziennych

„65A” – od 4 lutego 2018 – z osiedla Radogoszcz Wschód w kierunku Portu Lotniczego Łódź im. Władysława Reymonta (niektóre kursy w kierunku sortowni odpadów przy ul. Zamiejskiej),
„65B” – od 4 lutego 2018 – z osiedla Radogoszcz Wschód w kierunku Portu Lotniczego Łódź im. Władysława Reymonta (niektóre kursy w kierunku sortowni odpadów przy ul. Zamiejskiej),
„74A” – od 2 kwietnia 2017 – ze Złotna w kierunku pl. Niepodległości,
„74B” – od 2 kwietnia 2017 – z osiedla Huta Jagodnica w kierunku pl. Niepodległości,
„83” – od 28 października 1997 – z cmentarza przy ul. Szczecińskiej w kierunku ul. Wydawniczej,
„99” – od 2 kwietnia 2017 – z osiedla Radogoszcz Zachód w kierunku osiedla Retkinia Zachód-Smulsko (skręca w ul. gen. Lucjana Żeligowskiego),
- linii nocnej „N3” – od 2 kwietnia 2017 – z Teofilowa w kierunku Instytutu Centrum Zdrowia Matki Polki.

W alei znajdują się dwa przystanki: przed skrzyżowaniami z ul. gen. Lucjana Żeligowskiego i z ul. kpt. Stefana Pogonowskiego.

### W przeszłości
W przeszłości aleją 1 Maja kursowały także autobusy:
- linii dziennych zwykłych (na odcinku od ul. Zielonej do ul. Stefana Żeromskiego, do 29 lipca 1974 w obu kierunkach)

„65” – od 2 listopada 1983 do 21 czerwca 1998 – z ul. Bazarowej w kierunku Nowych Sadów; od 22 czerwca 1998 do 23 maja 2000 – z pętli u zbiegu ulic Warszawskiej z Łagiewnicką w kierunku Nowych Sadów; od 24 maja 2000 do 30 kwietnia 2004 – z osiedla Radogoszcz Wschód w kierunku Nowych Sadów; od 1 maja 2004 do 1 kwietnia 2017 – z osiedla Radogoszcz Wschód w kierunku Portu Lotniczego Łódź im. Władysława Reymonta; od 2 kwietnia 2017 do 3 lutego 2018 – z osiedla Radogoszcz Wschód w kierunku Uniwersyteckiego Szpitala Klinicznego nr 2 im. WAM – Centralnego Szpitala Weteranów (ob. Uniwersytecki Szpital Kliniczny nr 2 Uniwersytetu Medycznego w Łodzi),
„65A” – od 1 maja 2004 roku (dzień uruchomienia) do likwidacji z dniem 1 lipca 2016 roku – z osiedla Radogoszcz Wschód w kierunku Nowych Sadów,
„73” – od 30 lipca 1974 do 13 sierpnia 1979 – z pętli u zbiegu ulic Liściastej i Osadniczej w kierunku pl. Norberta Barlickiego; od 14 sierpnia 1979 do 1 kwietnia 2016 – z osiedla Radogoszcz Zachód w kierunku pl. Norberta Barlickiego (od 26 lipca 1999 skręcał w ul. gen. Lucjana Żeligowskiego) ,
„73 bis” – od 30 lipca 1974 do 2 sierpnia 1987 – z pętli u zbiegu ulic Szpinakowej i Teresy (ob. ul. św. Teresy od Dzieciątka Jezus) w kierunku pl. Norberta Barlickiego; od 3 sierpnia 1987 do likwidacji z dniem 1 marca 1993 – z osiedla Radogoszcz Wschód w kierunku pl. Norberta Barlickiego ,
„74” – od 17 grudnia 1967 (dzień uruchomienia) do 7 kwietnia 1968 – z Teofilowa w kierunku pl. Norberta Barlickiego; od 8 kwietnia 1968 do 21 lipca 1976 – z Teofilowa Przemysłowego w kierunku pl. Norberta Barlickiego; od 6 lipca 1992 do 22 czerwca 1997 – z Nowego Złotna w kierunku pl. Norberta Barlickiego; od 23 czerwca 1997 do 25 lipca 1999 – z osiedla Huta Jagodnica w kierunku pl. Norberta Barlickiego; od 26 lipca 1999 do 31 sierpnia 2013 – z osiedla Huta Jagodnica w kierunku ul. Wydawniczej; od 1 września 2013 do 1 kwietnia 2017 – z Aleksandrowa Łódzkiego w kierunku ul. Wydawniczej,
„74A” – od 1 września 2013 (dzień uruchomienia) do 1 kwietnia 2017 – z Niesięcina w kierunku ul. Wydawniczej,
„74B” – od 1 września 2013 (dzień uruchomienia) do 1 kwietnia 2017 – z osiedla Huta Jagodnica w kierunku ul. Wydawniczej,
„74 bis” – od 8 lutego 1971 (dzień uruchomienia) do likwidacji z dniem 7 marca 1974 – z Teofilowa w kierunku pl. Norberta Barlickiego,
„79” – od 1 stycznia 2001 do 1 kwietnia 2017 – z osiedla Radogoszcz Wschód w kierunku pl. Norberta Barlickiego (skręcał w ul. gen. Lucjana Żeligowskiego),
„83” – od 7 marca 1974 (dzień uruchomienia) do 21 lipca 1976 – z Teofilowa (w godz. szczytu z Teofilowa Przemysłowego) w kierunku pl. Norberta Barlickiego; od 31 lipca 1989 do 27 października 1997 – z Teofilowa Przemysłowego w kierunku ul. Wydawniczej,
„89” – od 1 marca 1993 (dzień uruchomienia) do 4 lipca 2000 – z osiedla Radogoszcz Wschód w kierunku pl. Norberta Barlickiego (od 26 lipca 1999 autobusy skręcały w ul. gen. Lucjana Żeligowskiego),
- linii dziennych pospiesznych

„D bis” – od 9 czerwca (dzień uruchomienia) do likwidacji z dniem 11 listopada 1970 roku – z placu Norberta Barlickiego w kierunku pętli u zbiegu ulic Jurija Gagarina (ob. ul. Ignacego Jana Paderewskiego) i Zaolziańskiej; była to pierwsza linia autobusowa, której trasa przebiegała aleją 1 Maja, choć nie było przy niej przystanku – autobus wyruszał z ul. Stefana Żeromskiego i zawracał do niej aleją 1 Maja (wówczas jeszcze o ruchu dwukierunkowym), ul. Lipową, ul. płk. dr. Stanisława Więckowskiego i ul. Zieloną,
„J” – od 30 lipca 1974 do likwidacji z dniem 29 maja 1992 roku z dworca Łódź Żabieniec w kierunku Dąbrowy (na odcinku od ul. Zielonej do ul. Stefana Żeromskiego) ,
- linii nocnej „N3” – od 15 grudnia 2005 (dzień uruchomienia) do 1 kwietnia 2017 – z cmentarza przy ul. Szczecińskiej w kierunku pętli przy ul. Stanisława Dubois (od 24 maja 2014 pętla nosiła nazwę TechnoParku)[76][77],
- bezpłatnej linii „Centrum” nieistniejącego hipermarketu „Real” w Centrum Handlowym „Pasaż Łódzki” przy al. Jana Pawła II 30 (na odcinku od ul. Zielonej do ul. Stefana Żeromskiego, z przystankiem przed skrzyżowaniem z ul. Stefana Pogonowskiego) – od 1 marca 2011 do likwidacji z dniem 1 stycznia 2015 roku[78][79].

Ponadto przy skrzyżowaniu z ul. gen. Lucjana Żeligowskiego znajdowała się do likwidacji z dniem 30 listopada 2019 roku stacja nr 97 Łódzkiego Roweru Publicznego, którego sieć uruchomiono 30 kwietnia 2016 roku.